# Říšský hrabě

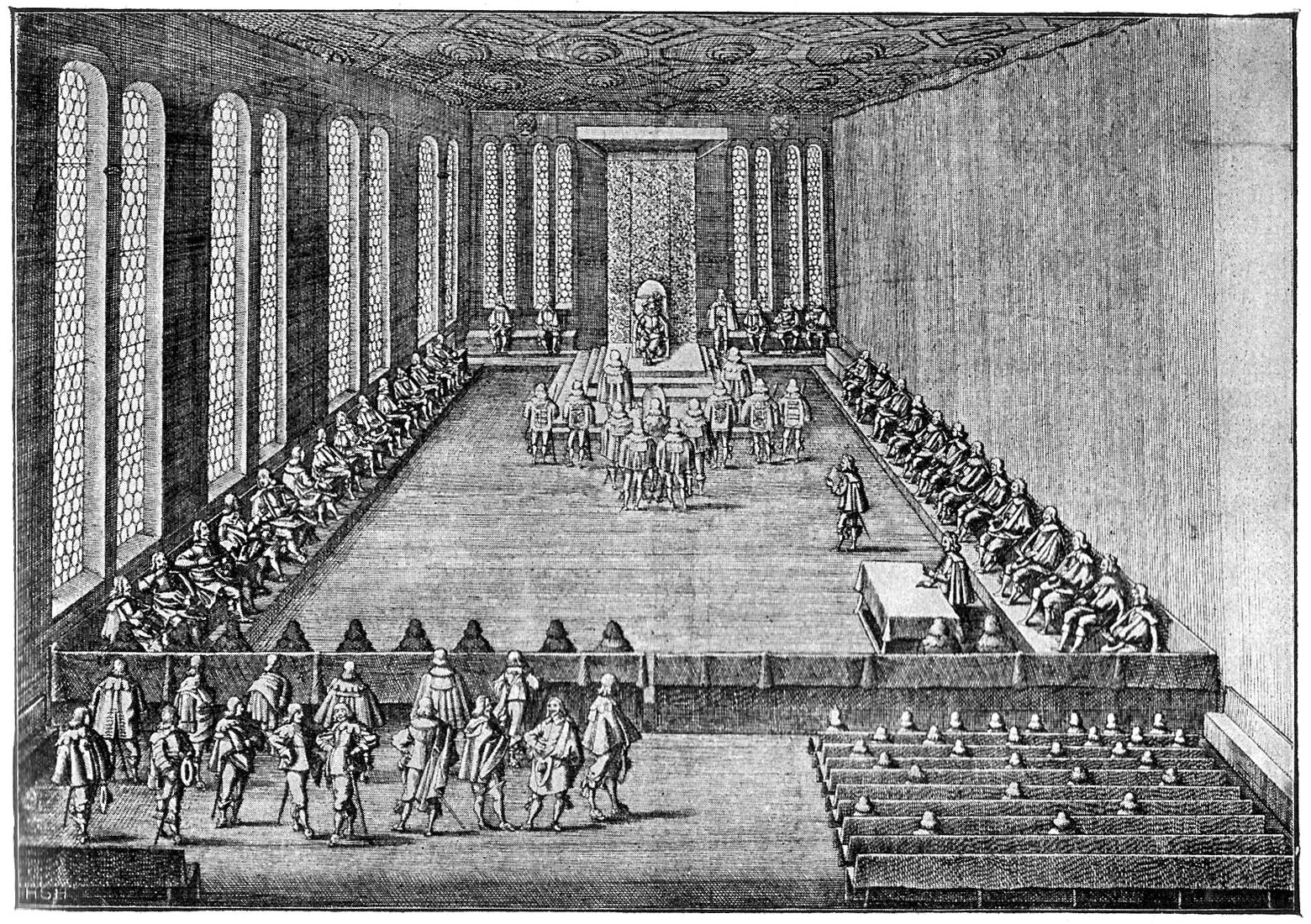
Zasedání Stálého říšského sněmu v Řezně roku 1640 (rytina Matthäus Merian)

Říšský hrabě (německy Reichsgraf) bylo neoficiální stavovské označení udělované v rámci Svaté říše římské. Příležitostně se jím označovali vlastníci bezprostředního říšského hrabství (nazývali se někdy též okněžněnými hrabaty). Většina z nich na počátku 19. století svou suverenitu jako „rody“ po mediatizaci a status říšských hrabat ztratili, přičemž se však i nadále řadili mezi vysokou šlechtu. 
Jiným případem byl příležitostně udělovaný titul hrabatům, přičemž tento titul byl propůjčován jako šlechtické povýšení přímo Římskoněmeckým císařem, a tudíž platný v celé říši. 